# Toyoji Takahashi
Toyoji Takahashi (jap. 高橋 豊二, Takahashi Toyoji; * 1913 in Tokio; † 5. März 1940 in Tateyama) war ein japanischer Fußballspieler. Takahashi Großvater war der ehemalige Premierminister Takahashi Korekiyo.

## Karriere
Takahashi spielte in der Jugend für die Kaiserliche Universität Tokio. Mit der japanischen Nationalmannschaft qualifizierte er sich für die Olympischen Spiele 1936 in Berlin.

## Errungene Titel
- Japan Football Hall of Fame: 2016 (Japanische Fußballnationalmannschaft – Olympischen Spiele 1936)